# Sija Czeszme
Sija Czeszme (perski: سيه چشمه) – miasto w Iranie, w ostanie Azerbejdżan Zachodni. W 2006 roku liczyło 14 189 mieszkańców w 3024 rodzinach.